# حسين حمادة
حسين محمد حمادة (18 يناير 1862 - ق. 16 أغسطس 1946) عالم دين درزي لبناني الذي تولى مشيخة عقل طائفة الموحدين الدروز في لبنان من 14 كانون الثاني/ يناير 1915 حتى وفاته في 1946. وُلد في بعقلين وتعلم في الداوودية ودرس أصول الصرف والنحو وفنون اللغة العربية والعلوم التاريخية والدينية على يد كبار منهم أحمد عباس الأزهري. عندما استقال والده من مشيخة العقل، وافق مشايخ الدروز على توليه هذا المنصب في 14 كانون الثاني 1915. کان له علاقات منتظمة مع الجنرال غورو. تولى ابنه رشيد (1970-1894) مشيخة العقل في 16 أيار 1954.

## سيرته
ولد حسين بن محمد بن قاسم بن حسين حمادة في بعقلين في 18 كانون الثاني 1862. تلقى علومه الابتدائية في مدرسة بعقلين ثم في مدرسة الحكومة ثم في الداودية، ودرس الصرف والنحور وفنون العربية على الشيخ محمد نكد والشيخ أحمد عباس الأزهري والفقه على محيي الدين اليافي ودرس العلوم التاريخية والدينية على والده ولازمه رافضاً الوظائف الكثيرة التي عرضت عليه، ولما تقدم والده في السن واعتزل مشيخة العقل بكتاب استقالة خطي اجتمع زعماء الدروز وقائمقام الشوف وشيوخهم في مركز القائمقامية في الشويفات وعلى رأسهم زميلة شيخ العقل الأخر للطائفة محمد طليع واقروا تعيين حسين شيخ عقل مكان والده، وحرروا صكاً بذلك في 14 كانون الثاني 1915.

وكانت قد وقعت الحرب العالمية الأولى وأخذت يد جمال باشا «تبطش برجالات البلاد يمنة ويسرة، لكنه كان يكن احتراماً للشيخ حسين ويحترم آراءه في كثير من الشؤون وهذا مكّن الشيخ من حجب مظالم جمال الباشا عن كثير من الناس.»

كان صديقاً للجنرال غورو وفي 24 تموز 1919 قدم المفوض السامي فرانسوا جورج بيكو لزيارته ولما بلغ موكبه مدخل بعقلين أصيب الاميرال مورنه برصاصة أطلقها علي بشير أبو كامل تعبيراً عن شعود معظم الدروز يومئذ وهو رفض الاحتلال الفرنسي،‌ فأعيد الجريح إلى بيت الدين ثم إلى بيروت وأتم المفوض السامي زيارته وتناول الغداء على مائدة الشيخ الذي بقيت علاقته جيدة مع الفرنسيين طوال حياته، ولم يترك هذا الحادث إي ذيول بسبب تدخل الشيخ حسين.

## الأوسمة
قد نال عدّة أوسمة من الدولة العثمانية، وعدّة من الدولة المنتدبة. 

## وفاته
توفي في 16 آب 1946  فجرى له مأتم حافل ودفن في بعقلين. 

### معلومات
1. ↑  لم يذكر محمد خليل الباشا يوم وفاته في معجم أعلام الدروز في لبنان وفي 16 آب/ أغسطس انتخب محمد قاسم عبد الصمد تبعا له.

| سبقه محمد حمادة | شيخ عقل طائفة الموحدين الدروز في لبنان 14 يناير 1915 - 16 أغسطس 1946 | تبعه محمد عبد الصمد |